# Omaezaki
Omaezaki (Japans: 御前崎市, Omaezaki-shi) is een havenstad in de prefectuur Shizuoka in Japan. Begin 2010 is de oppervlakte van deze stad is 65,86 km² en heeft de stad bijna 35.000 inwoners.

## Geschiedenis
Omaezaki werd op 1 april 2004 een stad (shi) na de samenvoeging van de gelijknamige gemeente met de gemeente Hamaoka (浜岡町, Hamaoka-chō).

## Economie
Van oudsher is de economie van Omaezaki gebaseerd op visserij en het verbouwen van groene thee (en tegenwoordig ook aardbeien en meloen). Recent heeft de Kernenergiecentrale Hamaoka nieuwe investeringen naar de stad gebracht. In de zomermaanden trekt de stad veel toeristen wegens de nabijheid van stranden die door de sterke kustwind geschikt zijn voor watersporten als windsurfen, surfen en bodyboarden.

## Bezienswaardigheden
- Kaap Omaezaki (御前崎) met vuurtoren

## Verkeer
Omaezaki ligt aan de nationale autoweg 150 en aan de prefecturale weg 357.

## Stedenband
Omaezaki heeft een stedenband met
- Uljin-gun (Gyeongsangbuk-do), Zuid-Korea

## Aangrenzende steden
- Makinohara
- Kakegawa
- Kikugawa

## Geboren in Omaezaki
- Go Kato (加藤 剛, Katō Gō), acteur